# Mesoplodon grayi
Il mesoplodonte di Gray (Mesoplodon grayi, von Haast, 1876) è un cetaceo odontoceto della famiglia Ziphiidae. È uno dei membri meglio conosciuti del genere Mesoplodon. Il nome scientifico si riferisce a John Edward Gray, uno zoologo del British Museum. Questa specie è parecchio gregaria e si spiaggia abbastanza facilmente. Oltre al tasmaceto, è l'unico zifide che possiede denti numerosi. Nella lingua māori, questa specie è chiamata hakurā o iheihe.

## Descrizione fisica
Il mesoplodonte di Gray è chiaramente il membro più snello del genere. Il melone di questo cetaceo si protende verso lo sfiatatoio e si inclina verso il becco. Il becco stesso è molto lungo e appuntito per una balena dal becco, e presenta una rima boccale piuttosto diritta. In entrambi i sessi sono presenti 17-22 fila di piccoli denti, situati verso il retro della bocca, che emergono appena dalla gengiva. Nei maschi, sono presenti due piccoli denti triangolari situati a metà della bocca. La colorazione del dorso è nera, ma sul ventre si fa più chiara, ed entrambi i sessi hanno un becco bianco. Le femmine hanno il dorso più chiaro e presentano inoltre delle chiazze bianche vicino ai genitali. I maschi adulti hanno le cicatrici provocate dai combattimenti e dagli squali cookie-cutter, tipiche del genere. Le femmine raggiungono al massimo i 5,3 metri, mentre i maschi misurano 5,7 metri e pesano intorno ai 1100 chilogrammi. Si pensa che alla nascita siano lunghe 2,4 metri.

## Comportamento

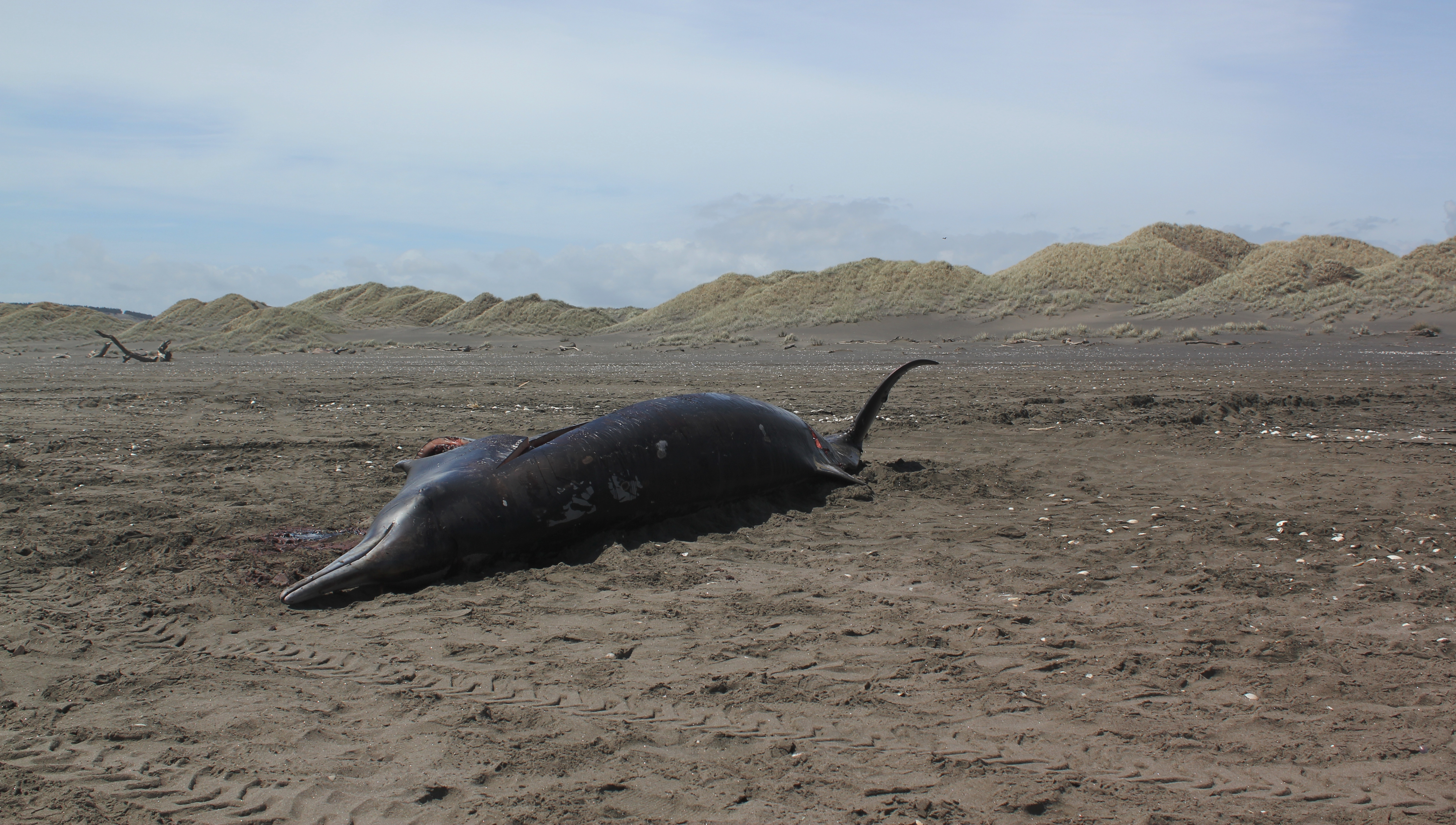
Mesoplodonte di Gray spiaggiato

Questa specie ha la tendenza a spiaggiarsi in gruppi numerosi, uno dei quali raggiunse una volta i 20 individui. Gli altri spiaggiamenti coinvolgono gruppi di 5 o 6 animali, e a volte anche 8. I denti superiori possono essere usati per trattenere la preda, ma non è chiaro perché li possegga solo questa specie.

## Popolazione e distribuzione
Questa specie vive generalmente nell'emisfero meridionale tra i 30 e i 45 gradi. Molti spiaggiamenti sono avvenuti sulle coste della Nuova Zelanda, ma altri anche in Australia, Sudafrica, Sudamerica e sulle isole Falkland. Questa specie è stata avvistata in gruppo al largo del Madagascar e dell'area antartica. Fatto stranissimo, un esemplare si è spiaggiato nei Paesi Bassi, in un diverso emisfero e a distanza di alcune migliaia di miglia dai luoghi degli altri spiaggiamenti. Non esiste alcuna stima della popolazione, ma si crede che sia piuttosto comune.

## Conservazione
Questi odontoceti non vengono cacciati deliberatamente e non sono rimasti intrappolati nelle reti da pesca.